# 东克尔庙
东克尔庙（又译“栋阔尔庙”），又名“乌珠穆沁王盖庙”、“王盖庙”，位于内蒙古自治区锡林郭勒盟西乌珠穆沁旗巴拉嘎尔高勒镇中心，是一座藏传佛教格鲁派寺院。

## 简介
东克尔庙始建于1916年。中华民国时期的1930年，乌珠穆沁右旗亲王索诺木喇布坦为邀请九世班禅来此地咏《洞阔尔》经而建九世班禅行宫。东克尔庙的建筑融合了蒙、藏艺术风格。东克尔庙的大殿占地面积398平方米。
现存的九世班禅行宫又叫“东克尔殿”，该殿东西长17.1米、南北宽23.3米。占地面积398平方米。根据2010年前后的调查，该殿仍然留存，平面呈长方形，无耳房，无都纲法式，经堂与佛殿共设。
东克尔庙原名王盖庙，九世班禅行宫只是整座庙宇的组成部分之一。1930年，经乌珠穆沁右旗亲王索诺木喇布坦邀请，九世班禅亲临王盖庙讲经。当时九世班禅在王盖庙宣讲《洞阔尔》经长达一个月。
截至2008年，西乌珠穆沁旗政府批准的宗教活动场所共6处，包括东克尔庙、浩勒图庙、浩齐特王盖庙、乌兰哈拉嘎庙、彦吉嘎庙等5个佛教活动场所，以及清真寺1个伊斯兰教活动场所。这些宗教活动场所全部都设有民主管理委员会。